# Adiantum gingkoides
Adiantum gingkoides är en kantbräkenväxtart som beskrevs av Carl Frederik Albert Christensen. Adiantum gingkoides ingår i släktet Adiantum och familjen Pteridaceae. Inga underarter finns listade.